# Moldaviska helgonens synaxis
Moldaviska helgonens synaxis är en synaxis (festdag) i den Rysk-ortodoxa kyrkan, som är tillägnad alla helgon som har haft anknytning till Moldavien.
Helgdagen infaller den 14 oktober enligt den julianska kalendern (1 oktober enligt den gregorianska).

## Historik
Firandet av helgdagen instiftades år 2004 av Rysk-ortodoxa kyrkans dåvarande patriark, Aleksij II. Firandet har varit med i kalendern sedan den 20 maj 2013.

## Exempel på helgon
Exempel på helgon som ingår i gruppen är:
- Sankta Paraskeva av Balkan
- Sankt Peter Mogila
- Sankt Paisios Velichkovskyj